# Lista de portos do Chile

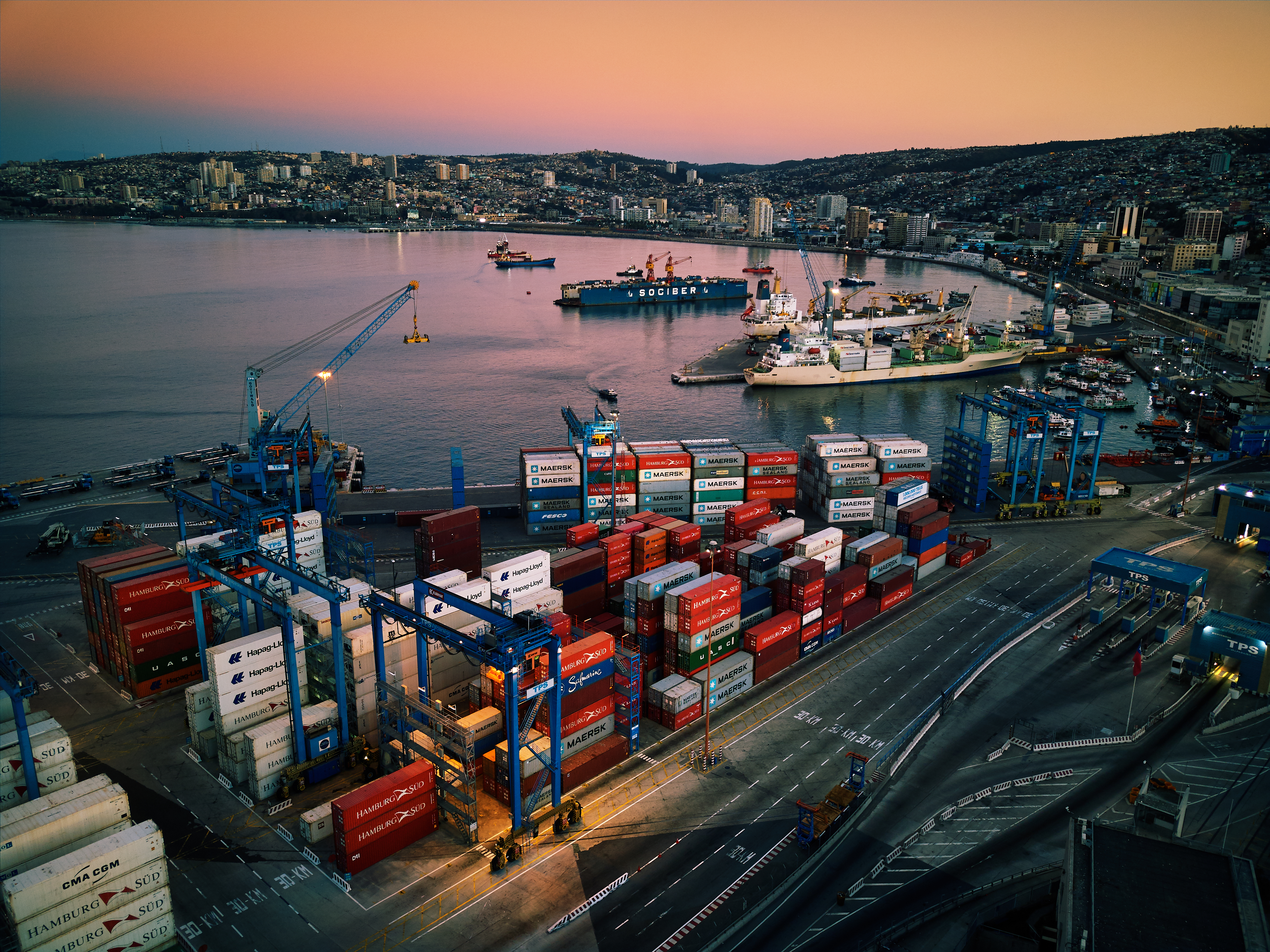
Porto de Valparaíso, maior porto marítimo do Chile.

Aqui está uma lista dos principais portos do Chile, incluindo suas características e localizações. Esses portos são vitais para a economia chilena, contribuindo para o comércio interno e externo e apoiando diversas indústrias.
1. Porto de Valparaíso
- Localização: Região de Valparaíso
- Importância: Histórico e cultural, movimenta contêineres e carga geral.

2. Porto de San Antonio
- Localização: Região de Valparaíso
- Importância: Maior porto de contêineres do Chile.

3. Porto de Iquique
- Localização: Região de Tarapacá
- Importância: Exportação de minerais, especialmente cobre e nitratos.

4. Porto de Antofagasta
- Localização: Região de Antofagasta
- Importância: Centro de exportação de produtos minerais.

5. Porto de Talcahuano
- Localização: Região do Biobío
- Importância: Porto militar e comercial, crucial para a indústria pesqueira.

6. Porto de Puerto Montt
- Localização: Região de Los Lagos
- Importância: Principal porto pesqueiro e de turismo da região.

7. Porto de Punta Arenas
- Localização: Região de Magalhães e Antártica Chilena
- Importância: Importante ponto de logística para a Patagônia.

8. Porto de Arica
- Localização: Região de Arica e Parinacota
- Importância: Estrategicamente importante para o comércio com a Bolívia.

9. Porto de Coquimbo
- Localização: Região de Coquimbo
- Importância: Porto pesqueiro e de turismo.

10. Porto de Caldera
- Localização: Região de Atacama
- Importância: Principal porto de exportação de minérios.

11. Porto de Chañaral
- Localização: Região de Atacama
- Importância: Pequeno porto pesqueiro e de carga.

12. Porto de Pichidangui
- Localização: Região de Coquimbo
- Importância: Utilizado principalmente para pesca e turismo.

13. Porto de Huasco
- Localização: Região de Atacama
- Importância: Pequeno porto utilizado para pesca e carga.

14. Porto de Concepción
- Localização: Região do Biobío
- Importância: Porto comercial e industrial.

15. Porto de La Serena
- Localização: Região de Coquimbo
- Importância: Porto pesqueiro e turístico.

16. Porto de San Vicente
- Localização: Região do Biobío
- Importância: Utilizado para carga geral e contêineres.